# Marisa Jossa
Marisa Jossa (n. 15 septembrie 1938, Napoli, Regatul Italiei – d. 19 noiembrie 2023, Napoli, Italia) a fost o actriță și fotomodel italian. Ea a fost aleasă în 1959 Miss Italia. 
De asemenea, și fiica ei, Roberta Capua, a devenit Miss Italia, în 1986.